# Paolo Cortesi
Pour les articles homonymes, voir Cortesi.
Paolo Cortesi (Paolo Cortese ou Cortesius) est un écrivain humaniste italien, né en 1465 à Rome et mort en 1510 à San Gimignano.

## Biographie
Paolo Cortesi est le fils d'Antonio Cortesi, probablement originaire de Pavie en Lombardie et d'Aldobrandina (de la famille Aldobrandini à Florence),. La famille de Cortesi déménage à San Gimignano. Paolo Cortesi a pour frères et sœurs Alessandro (né en 1460), Lattanzio et Caterina.
Il est d'abord éduqué par son père et son frère Alessandro puis par l'académicien romain Pomponio Leto,.
En 1481, il succède à Bartolomeo Sacchi en tant que chef du département de la chancellerie dans l'administration pontificale, un poste réservé aux latinistes érudits. Il est alors responsable des avant-projets de lettres et des dossiers.
En 1489, il publie De hominibus doctis dialogus, un ouvrage critique traitant des textes écrits en latin de l'époque de Dante à la sienne. L'ouvrage en question s'élève contre la critique anticicéronienne et entend dénoncer ceux qui veulent séparer l'histoire de la rhétorique et de tout ornement oratoire,. Cet ouvrage suscita un échange de lettres avec Politien. Dans cet échange, Politien, au contraire de Cortesi considère que le style doit varier selon la matière traitée, et quand il s’agit de correspondance, selon le destinataire de la lettre, ou selon les circonstances de temps et de lieu. Pour Politien, quoiqu'admirateur de Cicéron, l'imitation ne doit pas conduire à l'immobilisme. Il fait ainsi la réponse suivante à Cortesi : « Tu ne t’exprimes pas comme Cicéron, me dit-on. Eh bien ? C’est que je ne suis pas Cicéron ; c’est moi, tout de même, me semble-t-il, que j’exprime ».
En 1503, il se retire dans sa villa de San Gimignano où il écrit son De cardinalatu. Le De cardinalatu, œuvre posthume, brosse le portrait du cardinal idéal. Ce cardinal doit être raffiné et avoir un mode de vie coûteux, ce qui n'est pas très éloigné du portrait du parfait courtisan décrit par Castiglione.